# Libero (Fabrizio Moro)
Libero è un brano musicale composto ed interpretato da Fabrizio Moro, è il secondo singolo dell'album Domani uscito nel 2008.

## Descrizione
Il testo, a quanto affermato dal cantautore, è quello che tuttora lo rappresenta di più, tant'è che lo stesso cantautore ha tatuato sul braccio destro "la libertà è sacra come il pane", frase della suddetta canzone.
Il singolo che è stato colonna sonora per la prima serie di Canale 5 I liceali, ha ottenuto un buon successo, per il quale è stato girato anche un videoclip musicale.
Nel 2013 è sigla dello spot Fiat Punto Il cantautore, sulla propria pagina Facebook, ha detto che questa che ascoltiamo in tv in questo spot è una delle tre diverse versioni di "Libero"; ciò lo si nota nella frase "Libero di fare" che nel singolo ufficiale non c'è. Nel 2017 è stata la sigla di Sono innocente programma RAI 3.